# Eugène Collache
Eugène Collache (Perpinyà, 29 de gener de 1847 - París, 25 d'octubre de 1883) va ser un oficial de l'Armada francesa que va lluitar per al Shogun com un samurai durant la Guerra Boshin.

## Arribada al Japó
Eugène Collache va arribar en el vaixell Minerva, desertà quan el vaixell va ancorar a Yokohama. Va unir-se a la causa del Bakufu en la Guerra Boshin. El 29 de novembre de 1868, Eugène Collache va deixar Yokohama a bord d'un vaixell mercant, el Sophie-Hélène.

## La Guerra Boshin

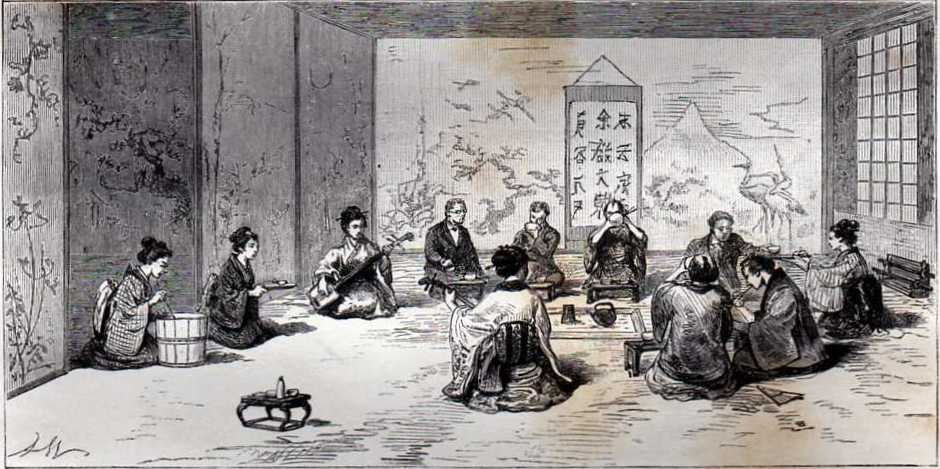
Recepció a Eugène Collache per un Ministre de la Daimyo de Tsugaru.

Ell i un altre oficial francès, Nicol, arribaren a la Badia Samenoura (鮫ノ浦湾) on s'assabentaren que les forces rebels favorables al Shogun s'havien retirat a l'illa de Hokkaidō on es traslladaren.
El 18 de maig, es va decidir fer un atac sorpresa a l'Armada Imperial. Així, Collache participà en la batalla naval de Miyako.

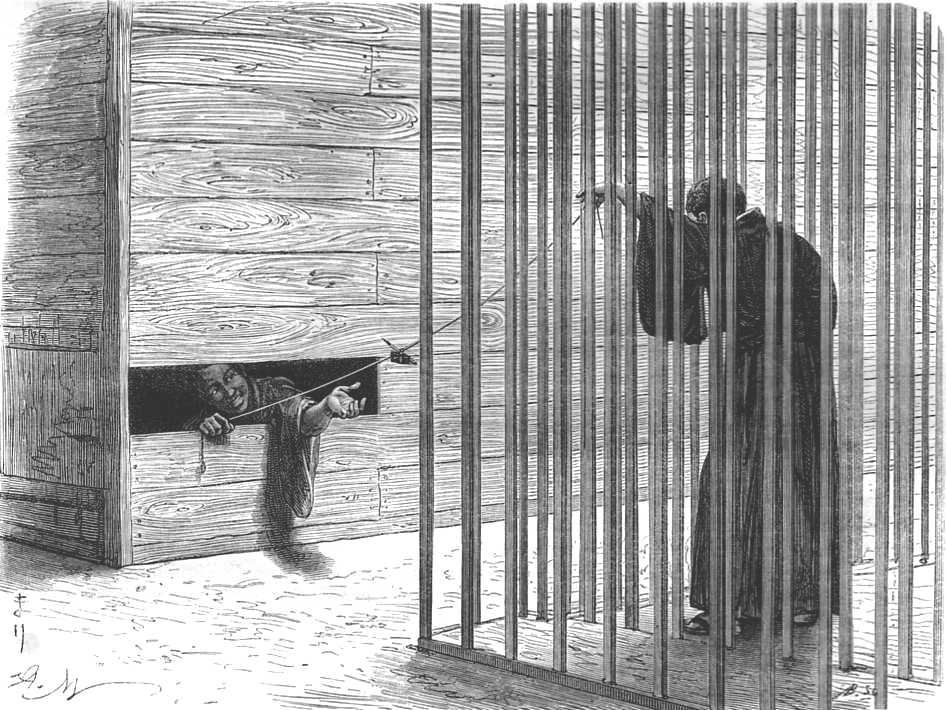
Collache a la presó a Edo

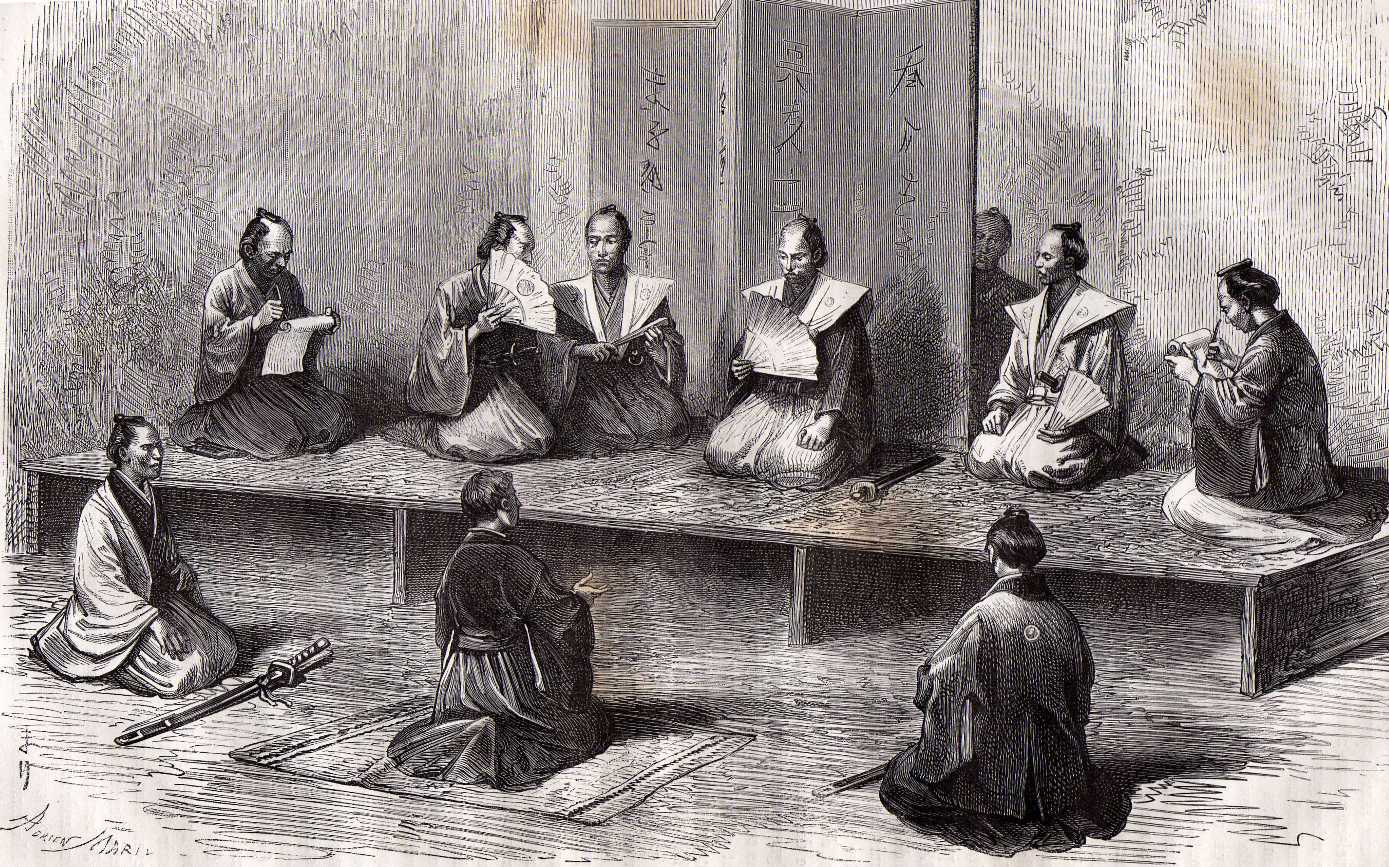
Judici contra Eugène Collache a Edo

Tractant d'escapar cap a la muntanya, Collache finalment es rendí junt a les seves tropes davant les autoritats japoneses. Van ser portats a Edo (Japó)  i empresonats. Va ser jutjat i condemnat a mort però va ser finalment indultat. Fou dut a Yokohama a bord del vaixell fragata francès Coëtlogon, on s'uní amb els altres oficials rebels liderats per Jules Brunet.

## Retorn a França
Al tornar a França va ser considerat un desertor, però la seva sentència va ser lleu i va poder lluitar a la Guerra Franco-Prussiana amb el seu amic Nicol.

### Llibres
Va escriure "Une aventure au Japon 1868-1869", publicada el 1874.